# Aquellas pequeñas cosas
«Aquellas pequeñas cosas» es una canción del cantautor español Joan Manuel Serrat.
Serrat la grabó por primera vez en el año 1971. Fue incluida en su disco Mediterráneo, y posteriormente en sucesivas antologías y recopilaciones, como En directo, Serrat sinfónico, Dos pájaros de un tiro (disco conjunto de Joan Manuel Serrat y Joaquín Sabina), entre otras. 
Es una canción breve que identifica la memoria por los recuerdos, por los acontecimientos vividos y por todas esas cosas que nos hace bien recordar, pero que en fin no son más que Aquellas pequeñas cosas.
En 2008 Joan Manuel Serrat grabó una versión en italiano de esta canción con el título "Quelle piccole cose" para el disco doble del mismo título: "Quelle piccole cose" del grupo italiano Pan Brumisti.